# 染地台
染地台（そめじだい）は、静岡県浜松市浜名区の町名。現行行政地名は染地台一丁目から染地台六丁目。住居表示実施済み。

## 概要
周辺の浜松市建設のニュータウンと異なり、UR都市機構が事業主体として建設された計画都市であり、計画区域は全域が染地台と町名が付けられている。また、開発名称はきらりタウンである。

## 事業詳細
- 面積：約1617,000m2 (約161.7ha)
- 概算事業費：約259億円
- 事業期間：平成12年度～平成29年度

### 計画区域

#### 内野
- 辺田平、字太田坊、字八丁谷、字大谷の全域
- 字山新田石、字二本ヶ谷、字西町石、字染地石、字孫助山、字権現平山、字富岡の各一部

#### 平口
- 字姥ヶ谷、字己ノ山の各一部

#### 内野台
- 内野台二丁目、内野台三丁目、内野台四丁目の各一部

## 地理
都市建設前は浜松市・浜北市（当時）境に位置する三方原台地の辺縁部であり、
内野・平口地区として農業地域が広がる他、
域内には浜北青少年スポーツの森が整備されており、
野球場やテニスコートなどのスポーツ施設や、アスレチックやキャンプ場などのレクリエーション施設が存在した。
隣接する内野台は浜北市による住宅地単独開発であり、土地を削らずに造成したため所々急坂も目立つが
染地台は商業施設や工業施設対策のため、大幅に土地が改変されており、
場所によっては埋立で再整備されたエリアが広がっているのも特徴である。

## 歴史
- 2000年代中盤　整備工事が本格化

## 世帯数と人口
2018年（平成30年）12月1日現在の世帯数と人口は以下の通りである。
| 丁目         | 世帯数    | 人口    |
| ------------ | --------- | ------- |
| 染地台一丁目 | 538世帯   | 1,697人 |
| 染地台二丁目 | 539世帯   | 1,791人 |
| 染地台三丁目 | 649世帯   | 2,091人 |
| 染地台四丁目 | 378世帯   | 1,116人 |
| 染地台五丁目 | 211世帯   | 488人   |
| 染地台六丁目 | 50世帯    | 71人    |
| 計           | 2,365世帯 | 7,254人 |

## 小・中学校の学区
市立小・中学校に通う場合、学区は以下の通りとなる。
| 丁目         | 番・番地等 | 小学校             | 中学校             |
| ------------ | ---------- | ------------------ | ------------------ |
| 染地台一丁目 | 全域       | 浜松市立内野小学校 | 浜松市立浜名中学校 |
| 染地台二丁目 | 全域       | 浜松市立内野小学校 | 浜松市立浜名中学校 |
| 染地台三丁目 | 全域       | 浜松市立内野小学校 | 浜松市立浜名中学校 |
| 染地台四丁目 | 全域       | 浜松市立内野小学校 | 浜松市立浜名中学校 |
| 染地台五丁目 | 全域       | 浜松市立内野小学校 | 浜松市立浜名中学校 |
| 染地台六丁目 | 全域       | 浜松市立内野小学校 | 浜松市立浜名中学校 |

## 施設

### 商業・福祉教育施設
- ジャンボエンチョーきらりタウン浜北店
- 遠鉄ストアフードワンきらりタウン店
- カワチ薬品浜北店
- nicoe（ニコエ）
- 浜北中日ハウジングセンター
- セブンイレブン浜北染地台店
- きじの里保育園（総合福祉施設きじの里）

### 工業
市内他地域からの移転拡張を伴う進出が大半である。
- 春華堂浜北工場
- エフ・シー・シー浜北工場
- イハラ製作所浜北工場
- 浜松鋼板加工 - スズキ向け鋼板加工を行うメタルワン子会社
- 朝日電装 - 本社・工場
- オリオン工具製作所 - 本社・工場
- 浜松市大原浄水場（一部）

### 公園
- 染地台野鳥公園
- 染地公園
- 鶴山公園
- 山新田公園（以上染地台1丁目）
- 大谷公園
- 大田坊公園（以上染地台2丁目）
- 金指谷公園
- 富岡公園
- 見晴公園（以上染地台3丁目）
- 雉山公園
- 八丁谷公園（以上染地台4丁目）
- 内野緑地 - 一部内野台を跨ぐ
- 山新田公園
- 新都市中央公園（以上染地台5丁目）

6丁目は工業専用地域のため、公園は整備されていない。

### 町外近隣のその他施設
- エディオン浜松半田店
- セブンイレブンきらりタウン浜北店
- 浜松とよおか病院

## 交通

### バス
- 遠鉄バス- 100浜北医大三方原聖隷線
- 遠鉄バス- 53萩丘都田線
- 浜松市浜北コミュニティバス- 北浜麁玉線西コース

## その他

### 日本郵便
- 郵便番号 : 434-0046[2]（集配局：浜北郵便局[7]）。

### 警察
町内の警察の管轄区域は以下の通りである。
| 番・番地等 | 警察署     | 交番・駐在所 |
| ---------- | ---------- | ------------ |
| 全域       | 浜北警察署 | 小松交番     |